# 小幡信秀
小幡 信秀（おばた のぶひで）は、戦国時代の武将。国峯城を本拠とした上野小幡氏の一族。

## 生涯
『寛政重修諸家譜』によると父は小幡憲重でその末子にあたり、貫先神社に伝来する小幡氏の系図にも名前が確認されている。但し信秀の動向を示す史料は殆どない。
天正18年（1590年）の小田原征伐において、甥で小幡氏当主の信定が一族を率いて小田原城に籠城すると、信秀は国元に残り国峯城を守備した。しかし同じく甥の信氏が北陸道を進軍してきた前田軍に投降して国峯城を攻撃したため、信秀夫妻は殺害されたという。
子のうち直之はその後徳川家に仕え、有宗は真田信之に仕え子孫は松代藩士となった。尚、直之・有宗兄弟に関しては兄・信真の子であるという伝承もある。